# Eremitage
L'Eremitage est un parc situé à proximité de Bayreuth. Cette résidence a été bâtie pour la margrave Wilhelmine.

## Les fontaines

### Untere Grotte

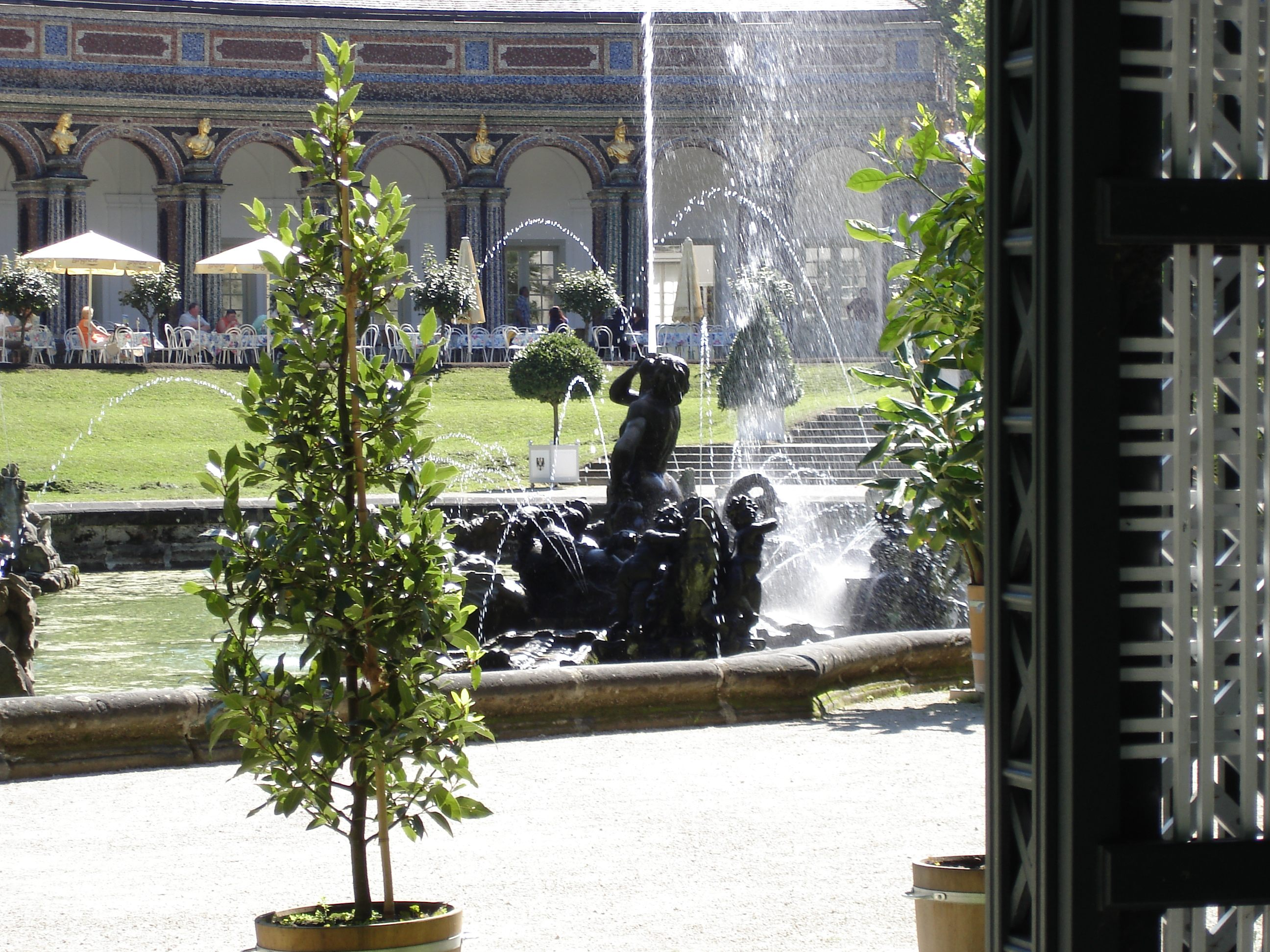
Obere Grotte et Neues Schloss
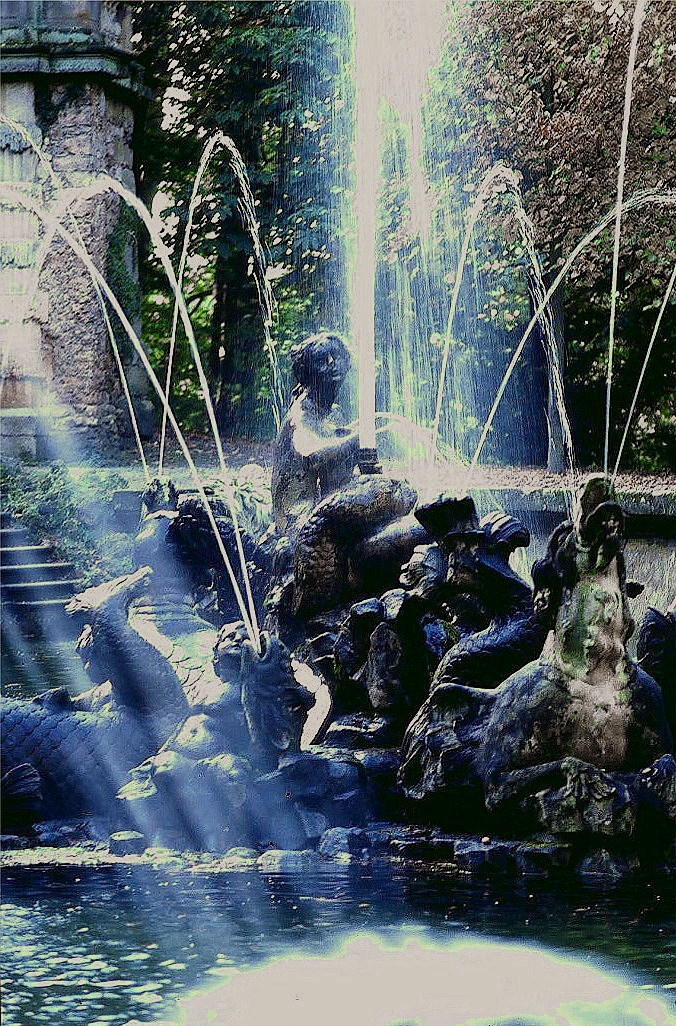
Vue de la Untere Grotte
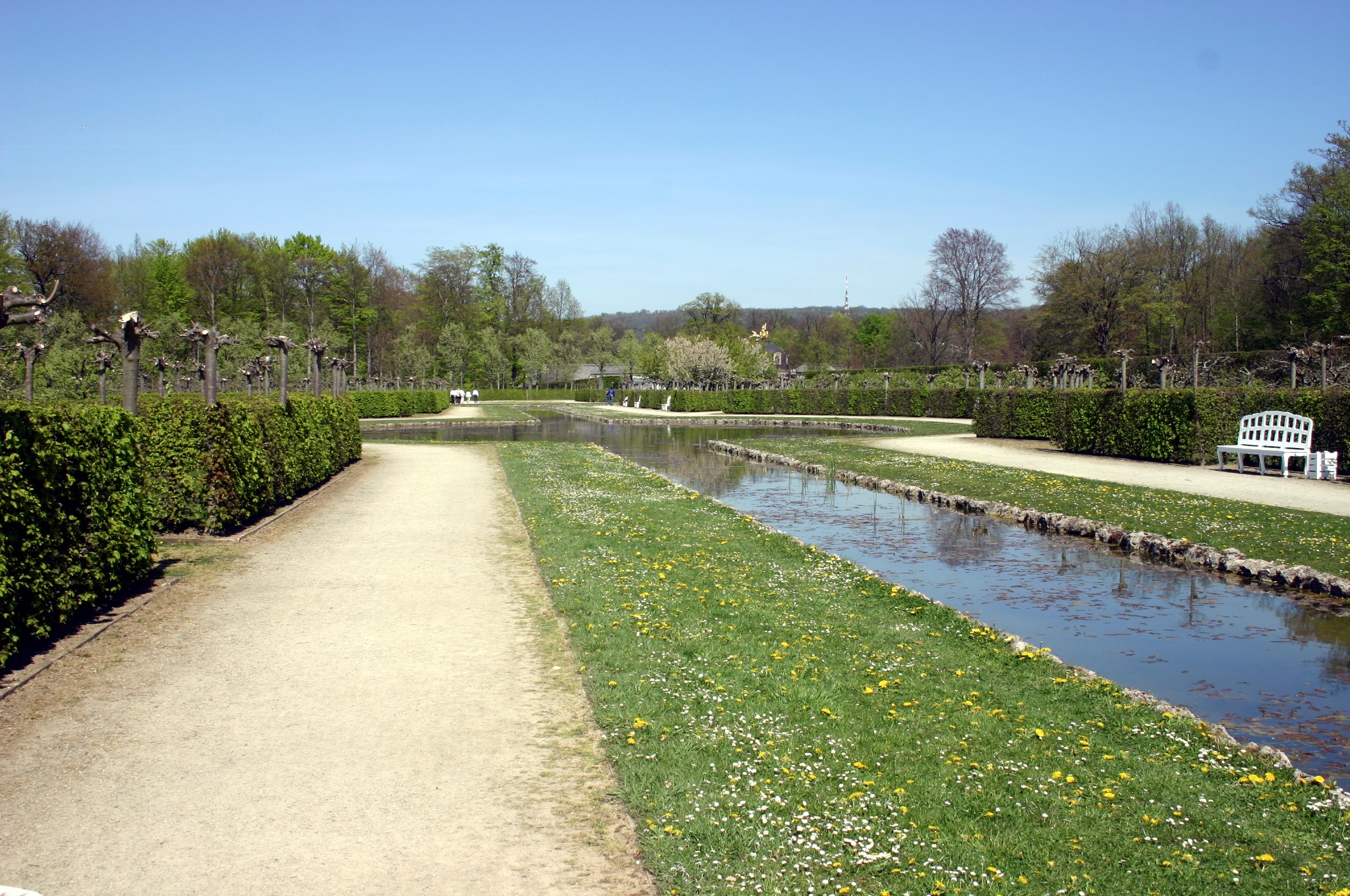
Vue du canal